# Juan Bautista Berenguer y Ronda
Juan Bautista Berenguer y Ronda (Callosa de Ensarriá, 3 de mayo de 1797 - Valencia, 1 de marzo de 1863) fue un abogado y naturalista que participó en la introducción de diversos cultivos.
Nacido en Callosa de Ensarriá, muy joven se trasladó a Valencia. En 1825 marchó a Málaga para dirigir unos ensayos sobre la cría y propagación de la cochinilla, siendo director del Criadero de la cochinilla y plantas útiles del Corralón de la Aduana. Estos estudios estaban financiados por el duque del Infantado, de cuya herencia fue el administrador.
Perteneció a la Real Sociedad Económica de Amigos del País de Valencia entre 1828 y 1863,  desempeñando los cargos de presidente de la Comisión de Agricultura en 1855, vicepresidente en 1858, secretario en 1859, tesorero en 1858 y vicesecretario. Fue, asimismo, director del Criadero de aclimatación de la cochinilla y plantas útiles de Valencia; miembro de la Junta de Agricultura de la provincia de Valencia; director de parques del ayuntamiento de la ciudad; presidente del Consejo de Gobierno de la sociedad de seguros La Edetana; vocal de la Junta de administración del Hospital General y Provincial de Valencia; vocal de la Asociación de Caridad de las cárceles de San Narciso y Serranos y director propietario del jardín de Ronda, así nombrado en alusión a su segundo apellido.
Fue también vocal de la Comisión Provincial de Estadística y fabriquero de la iglesia de San Bartolomé.

## Obras publicadas
- El cultivo del arbusto de flor y fruto llamado níspero del Japón.
- La aclimatación de plantas útiles y exóticas. 1831.
- Catálogo de árboles frutales de la huerta de Valencia.1838.
- Plantío, cultivo y dirección del nopal o higuera chumba para la cría de la grana o cochinilla.[1]
- Propagación de nuevas castas de naranjos.[1]
- Calendario Agrícola. Faenas del campo. 1863.
- Condiciones de una buena clueca de pollos.[1]
- Observaciones a la aclimatación de los gusanos de seda llamados "rayko".[1]
- Inconvenientes y ventajas de la morera multicaulis para la cría de los gusanos de seda.
- Breves apuntamientos de la cosecha de la seda.
- Diversas colaboraciones y artículos en el Boletín Enciclopédico de la Real Sociedad Económica de Amigos del País de Valencia.[2]

## Obras en que se le cita
- Catálogo de la Exposición de la Real Sociedad Económica de Amigos del País de Valencia .
- Manual del viajero y guía de forasteros. Vicente Boix Ricarte - Valencia, 1849.